# Javārān
Javārān (persiska: Marjān, Jawārūn, جواران, مرجان) är en ort i Iran.   Den ligger i provinsen Kerman, i den sydöstra delen av landet, 900 km sydost om huvudstaden Teheran. Javārān ligger 2 416 meter över havet och antalet invånare är 804.
Terrängen runt Javārān är huvudsakligen kuperad, men åt sydväst är den platt. Runt Javārān är det glesbefolkat, med 12 invånare per kvadratkilometer. Närmaste större samhälle är Rābor, 9,4 km väster om Javārān. Omgivningarna runt Javārān är i huvudsak ett öppet busklandskap.